# Champorcher
Champorcher (1939-től 1945-ig olaszosítva  Campo Laris , valle d'aostai patois dialektusban Tsamportsé) egy olasz község Valle d'Aosta régióban.

## Látnivalók
- Champorcher középkori kastélya
- kendermúzeum

### Fordítás
- Ez a szócikk részben vagy egészben  a   Champorcher című olasz Wikipédia-szócikk fordításán alapul.  Az eredeti cikk szerkesztőit annak laptörténete sorolja fel. Ez a jelzés csupán a megfogalmazás eredetét és a szerzői jogokat jelzi, nem szolgál a cikkben szereplő információk forrásmegjelöléseként.